# Европос (Македонія)

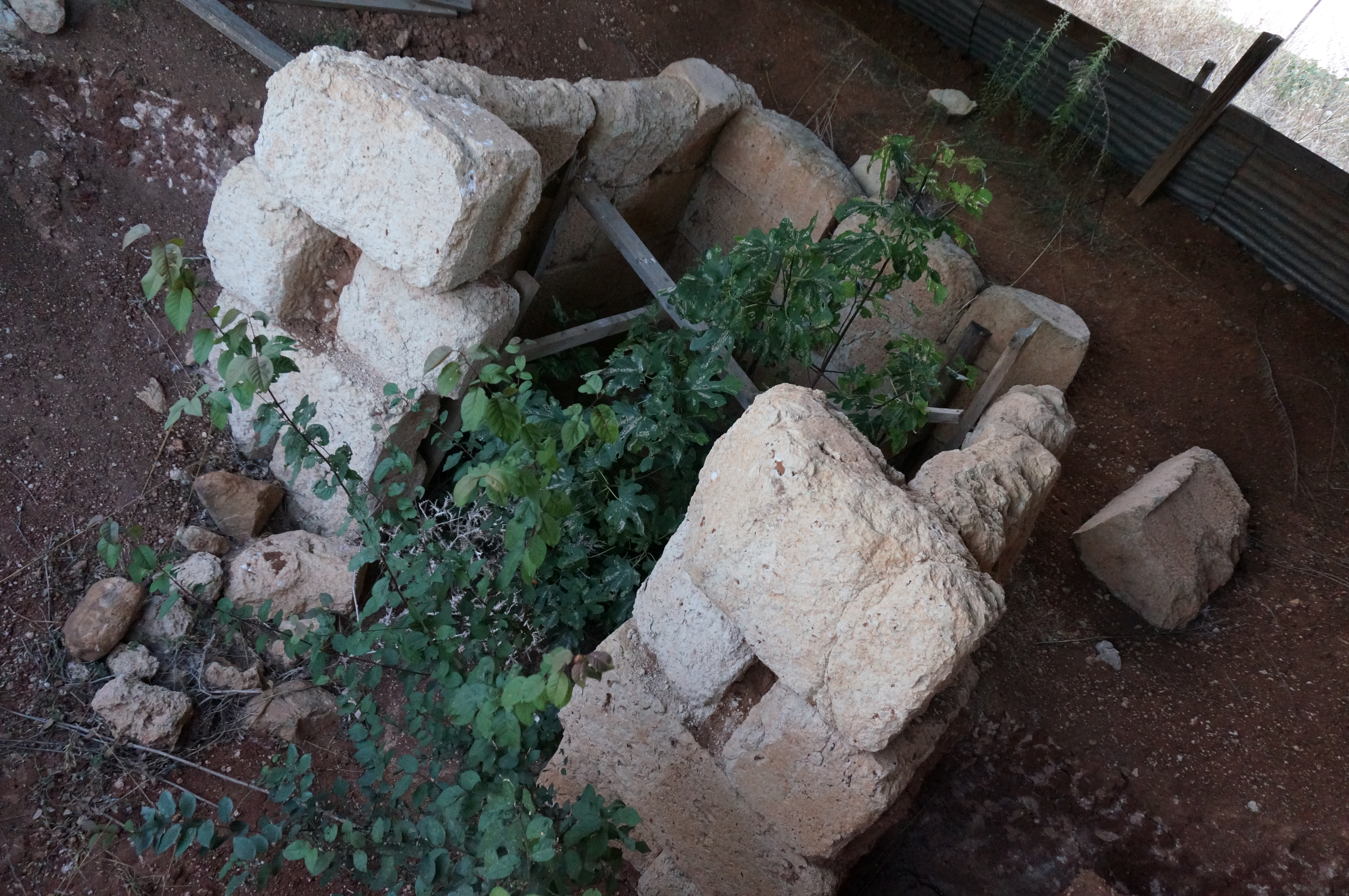

Европос (дав.-гр. Εὐρωπός) — місто в Боттії (пізніше названій Ематією), стародавня Македонія.  Воно було розташоване між Ідоменами та рівнинами Кірр і Пелла, розташованими на правому березі Аксію нижче Ідомен, де лежить сучасний Европос. Недалеко над входом у Велику морську рівнину місце розташування Европуса було відоме завдяки сильній позиції, яка дозволила йому протистояти сіталкам і фракійцям. У нас є збігаються свідчення Птолемея і Плінія про те, що це місто Ематія відрізнялося від Европоса з Альмопії.
Європос був місцем народження Селевка I Никатора, тому він назвав два міста в імперії Селевкідів були названі Европосом. Також повідомляється про дельфійський проксенос Махата з Европоса в кінці IV ст. до н. е.